# Crocus reticulatus
Espèce
Crocus reticulatus est une espèce de plante à fleurs de la famille des Iridaceae. C'est une plante vivace originaire des régions centrales et du Sud de la Russie européenne, du Caucase, de Transcaucasie et de l'Ukraine.
Crocus reticulatus pousse dans les bois et les prairies jusqu'à 2 000 m d'altitude. La floraison se produit généralement de février à avril.

## Systématique
Le nom correct complet (avec auteur) de ce taxon est Crocus reticulatus Steven ex Adam.
Crocus reticulatus a pour synonymes :
- Crocus luteus M.Bieb.
- Crocus reticulatus var. albicans Herb.
- Crocus reticulatus var. auritextus Herb.
- Crocus reticulatus var. immaculatus Herb.
- Crocus reticulatus var. rectilimbus Herb.
- Crocus reticulatus Steven